# Antonín Křapka
Antonín Křapka (* 22. ledna 1994 Mladá Boleslav) je český profesionální fotbalista, který hraje na pozici středního obránce za český klub Bohemians Praha 1905. Je také bývalým českým mládežnickým reprezentantem.

## Klubová kariéra

### FK Mladá Boleslav
Svoji fotbalovou kariéru zahájil v FK Mladá Boleslav, kde se dostal v závěru roku 2014 do A-týmu. Od léta do konce roku 2016 hostoval v Bohemians Praha 1905, na začátku roku 2017 zamířil na hostování do druholigových Pardubic. Po třech hostováních se na začátku roku 2018 vrátil do svého mateřského klubu a natrvalo se stal součástí prvního mužstva.
V 1. české lize debutoval 25. dubna 2015, kdy vytvořil kvůli rozsáhlým absencím v týmu Mladé Boleslavi stoperskou dvojici s Janem Kochem. Oba obránci pomohli Boleslavi k překvapivé výhře nad vedoucím celkem ligy FC Viktoria Plzeň poměrem 2:1.

### FK Ústí nad Labem (hostování)
Jarní část sezóny 2015/16 strávil na hostování v FK Ústí nad Labem ve druhé nejvyšší soutěži. na severu Čech odehrál 11 zápasů, ve kterých si řekl o hostování v prvoligových Bohemians.

### Bohemians 1905 (hostování)
V podzimní části sezóny 2016/17 hostoval v Bohemians Praha 1905, kde se nedokázal prosadit do základní sestavy. V prosinci 2016 se vrátil z hostování zpět do Mladé Boleslavi.

### FK Pardubice (hostování)
Na začátku roku 2017 posílil formou půlročního hostování účastníka druhé nejvyšší soutěže FK Pardubice. Po prodloužení o další půlrok se na začátku roku 2018 vrátil do Mladé Boleslavi.